# Alfred Graves
Alfred Perceval Graves, född 22 juli 1846 i Dublin, död 27 december 1931 i Harlech, var en irländsk författare.
Alfred Perceval Graves var folkskoleinspektör 1875–1900. Han fick en stor betydelse för det nyvaknade intresset för irländsk litteratur i slutet av 1800-talet, både genom egna dikter och översättningar. Bland Graves verk märks Welsh poetry old and new (1912), den litterära studien Irish literary and musical studies (1913) och antologin The book of Irish poetry (1915). I den självbiografiska To return to all that (1930) replikerar han sin son Robert Graves' Goood-bye to all that från 1929.